# Памятники Кутузову и Барклаю-де-Толли
Памятники Кутузову и Барклаю-де-Толли в Санкт-Петербурге установлены на Казанской площади у Невского проспекта в Центральном районе города.

## История
После смерти М. И. Кутузова в 1813 году и М. Б. Барклая-де-Толли в 1818 году император Александр I повелел увековечить их установкой памятников перед Казанским собором в Санкт-Петербурге, для чего издал царский рескрипт от 23 сентября 1818 г.
Скульпторы Императорской Академии художеств отказывались от участия в конкурсе на проект памятников, поскольку в нём было обязательное условие изобразить военачальников в современных военных мундирах, а не в туниках или античных мантиях, как было принято в те времена. Поэтому даже через полгода после открытия конкурса не было представлено ни одного эскиза памятника. Модели памятников поручили изготовить немецкому скульптору Эдуарду Лауницу, но его работа не была принята, поскольку ему не удалось создать убедительный образ русских полководцев. В 1829 году император Николай I во исполнение воли брата организовал конкурс на создание памятников Кутузову и Барклаю-де-Толли, в котором приняли участие вернувшиеся из Рима скульпторы Борис Иванович Орловский и Самуил Иванович Гальберг. Выбор пал на эскиз Б. И. Орловского, и он в январе 1830 года начал работу над памятниками.
По предложению Огюста Монферрана постамент к памятнику вначале предполагалось сделать из красного гранита и украсить бронзовыми барельефами, Орловский предполагал выполнить их из менее пышного и более дешёвого северного гранита, но в итоге Николай I принял вариант архитектора Василия Петровича Стасова. Постаменты в исполнении известного каменотёса Самсона Ксенофонтовича Суханова были изготовлены из полированного гранита весной 1837 года. Монферран предложил выполнить надписи на постаментах накладными бронзовыми буквами, однако Орловский, указав на непрочность этого варианта, решил высечь буквы в камне.
Модели памятников были завершены в 1831 году. Сами памятники были отлиты известным мастером Василием Павловичем Екимовым в литейной мастерской Академии художеств: в 1832 году — скульптура Кутузова, в 1836 году — Барклая-де-Толли, причём статую Барклая-де-Толли получилось отлить только со второго раза.
Под руководством архитектора К. А. Тона памятники были установлены на свои постаменты: 30 мая 1837 года — фигура М. И. Кутузова, 15 июня 1837 года — фигура М. Б. Барклая-де-Толли. Торжественная церемония открытия памятников Кутузову и Барклаю-де-Толли состоялось 25 декабря 1837 года в честь двадцать пятой годовщины победы в Отечественной войне. На церемонии присутствовали вся императорская семья и многие знаменитые особы. Через несколько дней памятникам были отданы воинские почести. Однако эти события Б. И. Орловский уже не увидел — он скончался за восемь дней до открытия монументов.
Памятники пользовались большой популярностью у народа, поэтому в начале 1839 года пьедесталы памятников обнесли чугунными оградами, выполненными К. А. Тоном. Впоследствии ограды были заменены металлическими тумбами с цепями.
Во время Великой Отечественной войны монументы Кутузову и Барклаю-де-Толли продолжали стоять на своих пьедесталах, и воинские части проходили мимо них по Невскому проспекту строевым шагом, выполняя воинское приветствие.
Скульптуры несколько раз реставрировались: в 1945 г., 1972 г., 2002 г.

## Описание
Б. И. Орловский сумел достичь максимального  сходства памятников с реальными персонажами. Оба полководца изображены в своих военных мундирах. Кутузов показан в стремительном действии при разгроме французской армии — он стоит в фельдмаршальском мундире и плаще, в правой руке держит обнажённую шпагу, в левой — фельдмаршальский жезл. Фигуру Барклая-де-Толли, командовавшего отступлением российской армии от границы, Орловский изобразил менее динамичной: полководец смотрит вдаль, в опущенной левой руке держит маршальский жезл. Орловский показал обоих военачальников стоящими на брошенных наземь французских знамёнах: Барклай-де-Толли стоит на ещё развёрнутом знамени с орлом, а Кутузов — на свёрнутом знамени с окончательно поверженным орлом. Высота памятника Барклаю-де-Толли составляет 4 метра, памятника Кутузову — 4,1 метра, высота пьедесталов — 3,5 метра.
Фигуры Кутузова и Барклая-де-Толли находятся строго напротив колоннад Казанского собора — они были вписаны в боковые порталы собора, которые в перспективе обрамляют их словно большие прямоугольные рамы.
Надпись на постаменте Кутузову гласит:
ФЕЛЬДМАРШАЛУ

КНЯЗЮ

КУТУЗОВУ СМОЛЕНСКОМУ

1812
На постамент Барклая-де-Толли нанесены слова:
ФЕЛЬДМАРШАЛУ

КНЯЗЮ

БАРКЛАЮ ДЕ ТОЛЛИ

1812, 1813, 1814, 1815

## В литературе и фольклоре
Сколько богов, и богинь, и героев!.. Вот Зевс громовержец,

        Вот исподлобья глядит, дуя в цевницу, сатир.

Здесь зачинатель Барклай, а здесь совершитель Кутузов.
Жесты полководцев трактовались в городском фольклоре не столь возвышенно, как задумывалось авторами памятника:
Барклай-де-Толли говорит:

— У меня живот болит

А Кутузов отвечает:

— Вот аптека, полегчает.— http://www.ipetersburg.ru/pamyatniki-kutuzovu-i-barklayu-de-tolli/